# ممتاز علي
ممتاز علي هو ممثل هندي (وحمل سابقاً جنسية الراج البريطاني)، ولد في 1912 في الهند، وتوفي بنفس المكان في 1975.

## وصلات خارجية
- ممتاز علي على موقع IMDb (الإنجليزية)
- ممتاز علي على موقع قاعدة بيانات الفيلم (الإنجليزية)